# Sträv ambrosia
Sträv ambrosia (Ambrosia psilostachya) är en växtart i familjen korgblommiga växter.